# Smaragd-Kampffisch

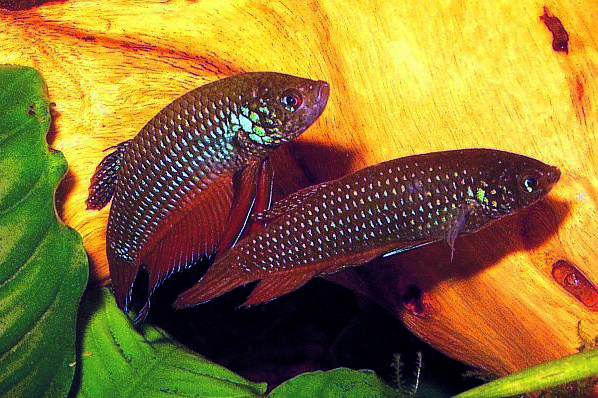
Smaragd-Kampffisch Pärchen

Der Smaragd-Kampffisch (Betta smaragdina) ist ein Labyrinthfisch aus Nord- und Ost-Thailand.

## Aussehen
Die Spezies wird bis zu 7 cm groß und zeichnet sich durch die namensgebenden, irisierend-smaragdgrünen Glanzschuppen und Flossenstrahlen der Männchen aus. Die Körpergrundfarbe ist ein dunkles Braun, die Flossenhäute sind in einem dunklen Rot gefärbt, wie auch die Ventralen, deren Spitzen in einem kräftigen Weiß enden. Die Flossen der Männchen sind recht groß ausgebildet, die Anale ist im hinteren Bereich oft spitz ausgezogen. Die Weibchen weisen weniger Glanzschuppen auf, Körper und Flossen sind überwiegend dunkelbraun. Sind die Weibchen laichbereit, ziehen sich mehrere beige-weiße Querbinden über den sonst dunkel durchgefärbten Körper. Die Schreckfärbung beider Geschlechter zeigt sich in einem hellen Beige, die Flossen werden beinahe durchsichtig und zwei bis drei dunkelbraune Längsstreifen durchziehen den Körper vom Auge bis in die Schwanzwurzel.

## Fortpflanzung
Der Smaragd-Kampffisch gehört zu den schaumnestbauenden Betta-Arten, wobei die Brutpflege typischerweise dem Männchen obliegt. Balz und Paarung sind ein imposantes Schauspiel, bei dem das Männchen seine gesamte Farbenpracht zeigt und mit voll gespreizten Flossen und gespreizten Kiemendeckeln das Weibchen umwirbt, bis dieses ihm unter sein vorher fertiggestelltes Schaumnest folgt, welches das Männchen aus mit einem speziellen Speichelsekret ummantelten Luftblasen an der Wasseroberfläche gebaut hat. Die Paarung erfolgt, wie für alle Betta-Arten typisch in einer Umschlingung der Partner, bei der die Geschlechtsprodukte abgegeben werden. Das Weibchen verfällt daraufhin in eine Laichstarre, während das Männchen die befruchteten Eier mit dem Maul in das Schaumnest befördert.
Die Jungfische schlüpfen, unter ständiger Betreuung durch das Männchen, nach 24 – 36 Stunden aus ihren Eiern und hängen danach weitere 48–72 Stunden im Schaumnest, bis sie schließlich freischwimmen können und damit in die Selbstständigkeit entlassen werden.

## Aquaristik
Smaragd-Kampffische stellen nur geringe Ansprüche an Wasserbeschaffenheit und Temperatur, reagieren allerdings empfindlich auf zu hohe organische Belastungen im Wasser. Ein Becken mit 56 l ist für ein Pärchen oder ein Trio aus einem Männchen und zwei Weibchen ausreichend, will man mehrere Männchen miteinander halten, empfiehlt sich die Wahl eines größeren Beckens, damit die Tiere genug Platz haben, um ihre Reviere abzustecken. In jedem Fall sollte das Becken gut bepflanzt und mit zahlreichen Versteckmöglichkeiten ausgestattet sein, die Beleuchtung sollte idealerweise durch eine dichte Schwimmpflanzendecke gedämpft werden.
Der Smaragd-Kampffisch eignet sich nur bedingt für die Vergesellschaftung mit anderen Arten, da er von Natur aus scheu ist. Es empfiehlt sich also, die Tiere höchstens mit sehr ruhigen und wenig aktiven Arten in ein Becken zu setzen. Ideal wäre ein Artbecken, in dem die natürliche Schönheit und das hochinteressante Verhalten von Betta smaragdina am besten zur Geltung kommt.
Betta smaragdina ist eine relativ ruhige und zurückhaltende Art. Zwar zeigen sich geschlechtsreife Männchen durchaus aggressiv gegeneinander, doch ist dieses Verhalten bei weitem nicht so stark ausgeprägt wie bei der nahe verwandten Art Betta splendens. Nur auf beengtem Raum und ohne Ausweichmöglichkeiten bekämpfen sich die Männchen bis zum Tod, so dass es in entsprechend großen und gut strukturierten Aquarien durchaus möglich ist, mehrere männliche Exemplare von Betta smaragdina zu halten.